# Вьюжный (Оренбургская область)
Вьюжный — посёлок в Кувандыкском городском округе Оренбургской области.

## История
В 1966 г. Указом Президиума ВС РСФСР поселок отделения № 2 совхоза «Саринский» переименован в Вьюжный.

## Население
| 2010 |
| ---- |
| 133  |